# Cầu thủ xuất sắc nhất năm 2000 của FIFA
Giải thưởng Cầu thủ xuất sắc nhất năm 2000 của FIFA được trao cho cầu thủ Zinedine Zidane. Đây cũng là lần thứ hai anh vinh dự nhận danh hiệu cá nhân cao quý này. Cũng trong năm này, Zinedine Zidane cung đội tuyển Pháp giành được chức Vô địch Euro 2000.

## Kết quả
| Xếp hạng | Cầu thủ           | Điểm | Câu lạc bộ                 |
| -------- | ----------------- | ---- | -------------------------- |
| 1        | Zinedine Zidane   | 370  | Juventus                   |
| 2        | Luís Figo         | 329  | FC Barcelona → Real Madrid |
| 3        | Rivaldo           | 263  | FC Barcelona               |
| 4        | Gabriel Batistuta | 57   | ACF Fiorentina → AS Roma   |
| 5        | Andriy Shevchenko | 48   | AC Milan                   |
| 6        | David Beckham     | 41   | Manchester United          |
| 7        | Thierry Henry     | 35   | Arsenal F.C.               |
| 8        | Alessandro Nesta  | 23   | AC Milan                   |
| 9        | Patrick Kluivert  | 22   | FC Barcelona               |
| 10       | Francesco Totti   | 14   | AS Roma                    |
| 11       | Raúl              | 12   | Real Madrid                |